# Usine culturelle Vernissa
L'usine culturelle Vernissa (en finnois : Kulttuuritehdas Vernissa ou Vernissatehdas) ou Vernissa est un centre culturel du quartier de Jokiniemi à Vantaa en Finlande.

## Présentation
Le bâtiment culturel protégé est une ancienne usine en briques rouges au bord de la rivière Keravanjoki.
Vernissa accueille, entre-autres, des concerts, des représentations théâtrales et des ateliers. 
Les activités culturelles s'adressent principalement aux jeunes et aux jeunes adultes. Chaque semaine, environ 250 jeunes visitent Vernissa dans le cadre de diverses activités artistiques et de loisirs, et chaque année, le Vernissa reçoit plus de 35 000 visiteurs.
Plus de 200 événements culturels sont organisés dans ses locaux chaque année.
Les activités de loisirs et les événements culturels sont organisés en coopération avec les animateurs de jeunesse et les travailleurs culturels de Vantaa. 
Par exemple, le théâtre amateur de Tikkurila et l'association de musique vivante de Vantaa fonctionnent à Vernissa.
Des espaces sont également loués pour des séminaires. 
La capacité pour les concerts est d'environ 250 personnes et pour les séminaires de 100 participants.

## Galerie

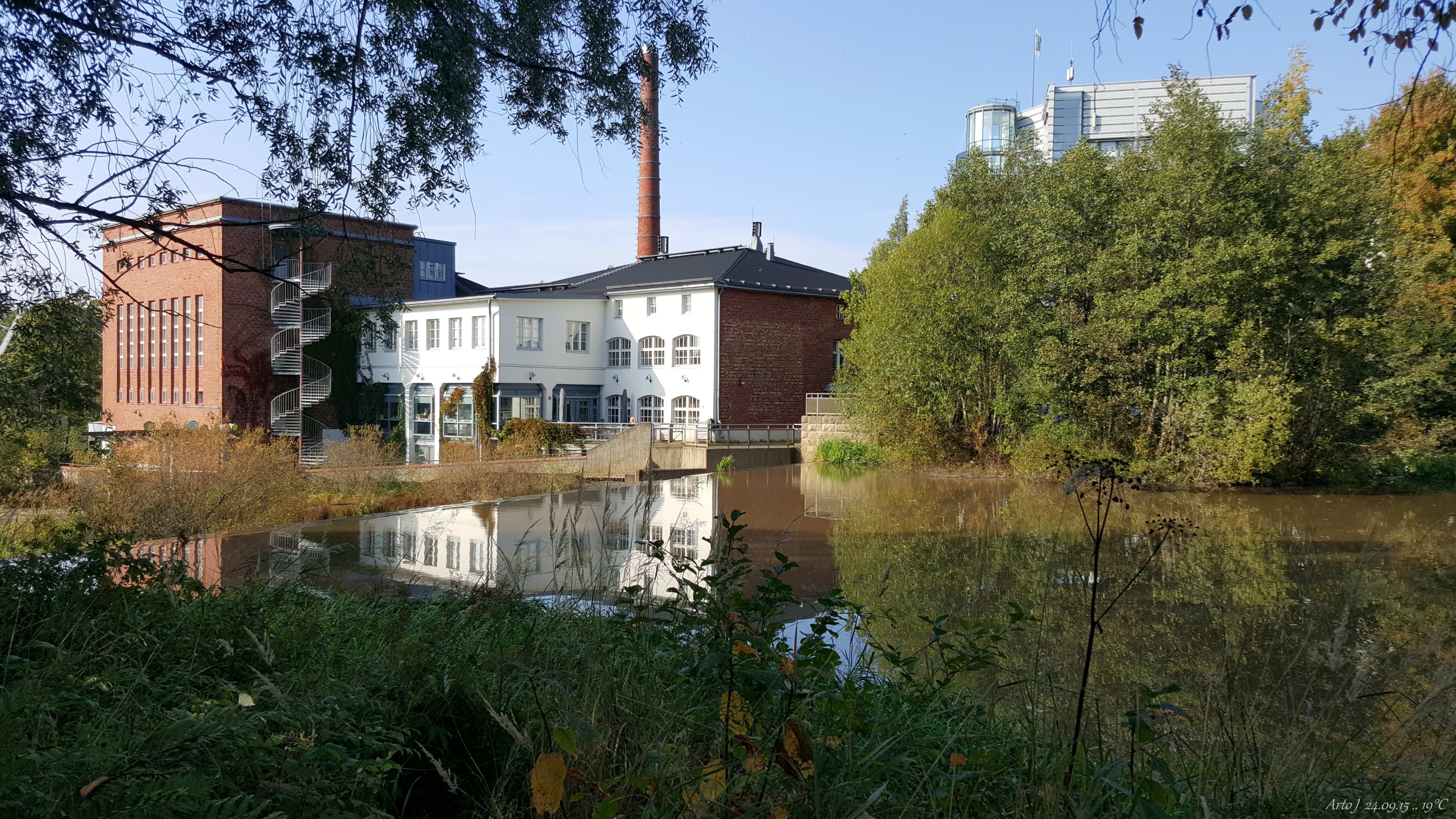
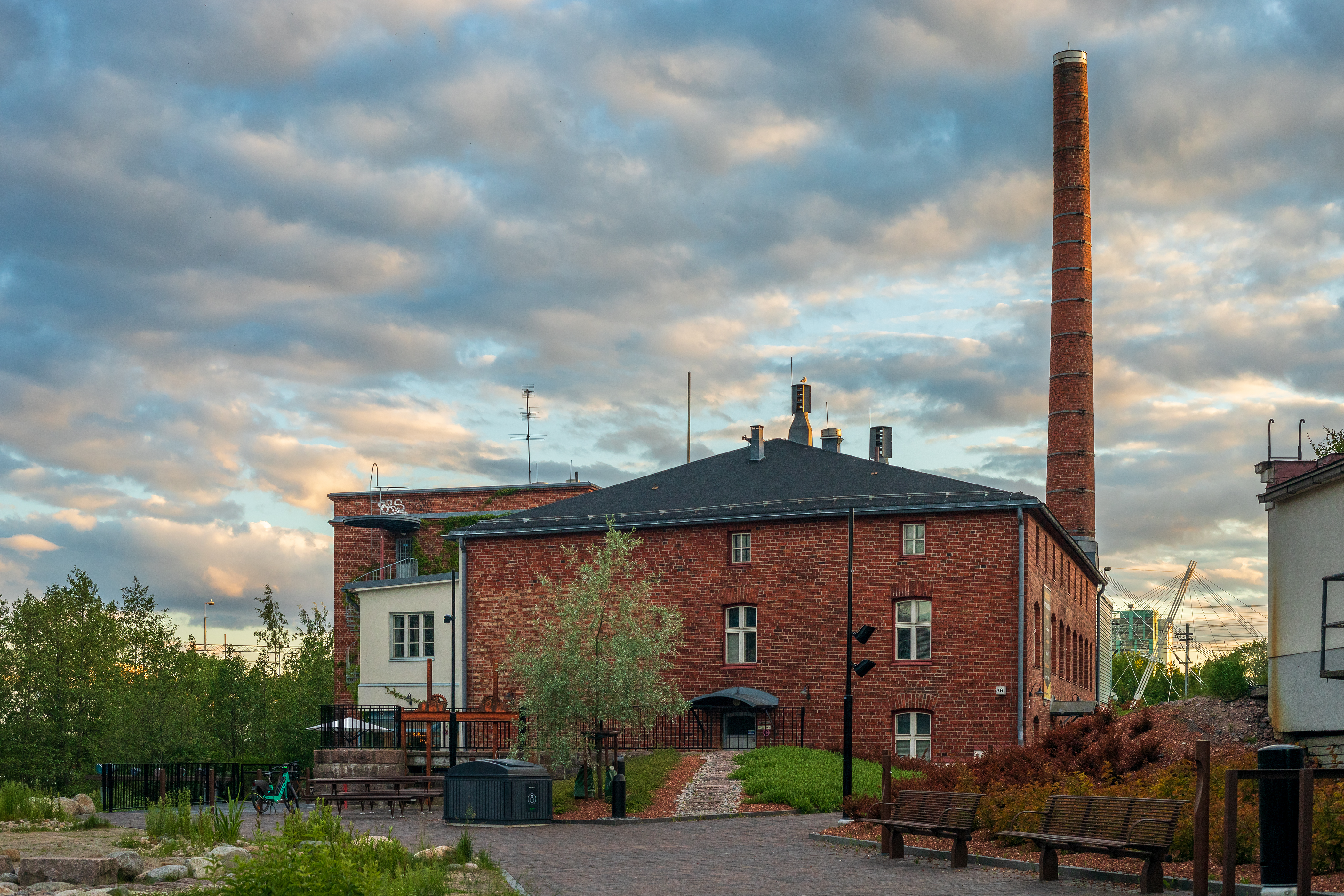